# Chindwin (reka)
Čindvin (Chindwin) je 1207 km dolga reka, ki teče izključno po območju Mjanmarja (Burme) in je glavni pritok reke Iravadi.